# Обуховський потік
Обуховський потік (словац. Obuchovský potok) — річка в Словаччині, права притока Дудвагу, протікає в окрузі Нове Место-над-Вагом.
Довжина приблизно 5.3-5.6 км. Витік знаходиться в масиві Малі Карпати — частина Чахтицькі Карпати; схил гори Дреновиця — на висоті близько 260 метрів. Протікає територією сіл Подоліє.
Впадає в Дудваг на висоті приблизно 170 метрів.